# 2018年の欧州連合
2018年の欧州連合 （2018ねんのおうしゅうれんごう）では、2018年の欧州連合（EU）に関する出来事について記述する。

## 代表者等
- 欧州理事会議長
  - 第2代:  ドナルド・トゥスク （2014年12月1日 - ）
- 欧州議会議長
  - 第31代:  アントニオ・タイヤーニ （2017年1月17日 - ）
- 欧州委員会委員長
  - 第12代:  ジャン＝クロード・ユンケル （2014年11月1日 - ）
- 欧州連合外務・安全保障政策上級代表
  - 第4代:  フェデリカ・モゲリーニ （2014年11月1日 - ）

## できごと

### 1月
- 1月1日
  - 2018年中の一年間、欧州文化首都はオランダのレーワルデンとマルタのバレッタに。
  - ブルガリア、欧州連合理事会議長国に就任。任期は、2018年6月30日まで。

## 予定

### 7月
- 7月1日 - オーストリア、欧州連合理事会議長国に就任。任期は、2018年12月31日まで。